# Dieter Tetzlaff
Dieter Tetzlaff (* 13. Januar 1944 in Schneidemühl) war in der DDR ein erfolgreicher Speedwayfahrer.
Der gelernte Maurermeister Tetzlaff startete seine Motorsportkarriere 1965 beim MC Güstrow. Er gewann fünf Mal den DDR-Meistertitel in der Einzelwertung (1974, 1976, 1978, 1979 und 1980) sowie mehrfach die DDR-Meisterschaft in der Paarwertung. Daneben war er bei vielen internationalen Speedwayrennen erfolgreich. Bereits 1978 erhielt er die Ehrennadel des ADMV in Gold.
Tetzlaff ist verheiratet und hat eine Tochter.